# Lissonotus zellibori
Lissonotus zellibori là một loài bọ cánh cứng trong họ Cerambycidae.